# 라그나로크 온라인 2: 세계의 문
라그나로크 온라인 2: 세계의 문(Ragnarok Online 2: The gate of The world)은 그라비티에서 개발한 MMORPG이다. 라그나로크 온라인의 차기작으로서 풀 3D를 채용하고 있다.
2006년 12월 27일 1차 클로즈 베타 서비스를 실시하여 1월 3일 종료되었고, 2007년 5월 28일 오픈 베타 서비스를 시작하였다. 그리고 2010년 8월 2일 라그나로크 온라인 2: 세계의 문 오픈 베타 서비스 종료를 발표하였다.

## 서버와 채널
라그나로크 온라인 2는 오픈베타 초기(2007년 7월경)에 13개의 서버와 각각의 서버당 4개의 채널을 가지고 있었다.
- 라파엘
- 디하르트
- 콘스탄틴
- 지그프리드
- 킬리안
- 스테판
- 테즈
- 라인하르트
- 라프카
- 하롯
- 네아
- 아르피아
- 라그리즈스

그러나 라그나로크 온라인 2는 2007년 12월 12일 정기정검을 통하여 13개의 서버를 2개 서버로 통합하였으며 채널기능도 제거하였다.
- 베라(일반)
- 엘란(성인)

## 게임 내의 3계열 회사
라그나로크 온라인2는 게임 내에 3계열의 가상 거대 회사가 있다.
- 카틀레야 (의료)
- 레겐보겐 (금융)
- 카프라 (편의 서비스)

### 카틀레야
카틀레야는 의료를 담당하는 게임 내 가상회사이다. 구호소 등을 운영하고, 직업 전직, 변경, 스폐셜리티 등록의 업무로 유저들을 돕는다.

### 레겐보겐
레겐보겐은 금융을 담당하는 게임 내 가상회사이다. 게임 내에서 마켓이라고 불리는 레겐보겐 서비스를 운영한다. 마켓이란, 유저들이 아이템을 등록하여 사고팔도록 하는 것을 지칭한다.

### 카프라
카프라는 편의서비스를 담당하는 게임 내 가상회사이다. 소위 말하는 창고 기능을 운영하며, 바람의 날개를 운영한다. 약속의 돌 위치포인트 저장도 하며, 이벤트 관련 업무도 보아 유저들을 돕는다.

## 업데이트와 논란
라그나로크 온라인 2는 여러 가지 업데이트를 해왔으나, 2008년 1분기 업데이트 이후로는 업데이트를 하지 않고 있다. 2007년 4분기 업데이트 이전의 업데이트는 정보를 생략한다.

### 2007년 12월 26일 (2007년 4분기 업데이트)
- 기초 능력치와 스테이터스 변경
- 캐릭터레벨 (CLV) 제한을 50에서 99로 변경

1. 알브라시아의 정화의 숲에서 몬스터 경험치 버그가 있었다. 서버 롤백을 감행하여 비판이 있었다.

- 캐릭터경험치 (CXP) 획득제한 5레벨 해제
- 3분에 한번 사용하던 포션을 신속하게 사용되는 포션으로 변경

1. 라그나로크 2가 포션 게임으로 전락했다는 비판이 있었다.

- 바람의 날개 NPC (순간 이동) 추가

1. 바람의 날개의 등장으로 배를 통한 이동이 거의 없어졌다. 게임성을 해쳤다는 비판이 있었다.

- 각종 맵 추가

1. 메아리의 숲
2. 블루에일
3. 알브라시아
4. 하늘 전나무 숲
5. 포로포로 섬
6. 정화의 숲
7. 전투 대미지 개선 등 기타 업데이트

## 같이 보기
- 그라비티
- 라그나로크 온라인